# Foncho
Alfonso María Rodríguez Salas, Foncho, (La Laguna, Tenerife, 29 de abril de 1939-Hospitalet de Llobregat, 20 de marzo de 1994) fue un futbolista español.

## Trayectoria
Alfonso Rodríguez comenzó su carrera en el Club Deportivo Tenerife cuando fue convocado por el entrenador tinerfeño Carlos Muñiz en la temporada 1955-1956. Poco después, tras un periodo breve en el Real Murcia y el Eldense, recaló en el Fútbol Club Barcelona, donde jugaría durante siete años, desde el 3 de agosto de 1960 hasta 1967.
A las órdenes del entrenador azulgrana, Ljubiša Broćić, debutó con la camiseta barcelonista en un amistoso con el C.D. Europa, supliendo a Andreu Rodríguez que se había lesionado. En liga debutó frente al Betis. En una plantilla de lujo (Ramallets, Luis Suárez, Kubala, Czibor, Kocsis) consiguió ser titular, jugando la final de la Copa de Europa de 1961, en la que el Barça perdió por 3-2 ante el Benfica. Sí consiguió la Copa del Generalísimo de 1963 y la Copa de Ferias 1965-66, ambas ante el Real Zaragoza. En partidos de liga jugó 92 partidos en total.
Después de abandonar el FC Barcelona, recaló en el Real Zaragoza en la temporada 1967-1968, aunque se retiraría a media campaña para dedicarse a sus negocios en Barcelona.
Foncho gozó de la internacionalidad en dos partidos contra País de Gales, al que marcó un gol.
Su carácter amable se reflejó en el campo de juego donde no recibió en partidos de liga ninguna tarjeta, ni amarilla ni roja. Alfonso Rodríguez murió en 1994 a causa de un cáncer de colon.

## Palmarés
| Título                | Club                  | Año  |
| --------------------- | --------------------- | ---- |
| Copa del Generalísimo | Fútbol Club Barcelona | 1963 |
| Copa de Ferias        | Fútbol Club Barcelona | 1966 |